# Rolf Thommessen
Rolf Thommessen, född 22 juli 1879 i Kristiania (nuvarande Oslo), död 9 december 1939, var en norsk journalist. Han var son till Ola Thommessen.
Thommessen blev student 1897, studerade konsthistoria och estetik, skrev Norsk billedkunst (1904), August Cappelen og hans samtid (1906), Antiken (1907) och blev filosofie doktor 1908 på avhandlingen Kunstneren i den græske kunst. Han var assistent vid Historisk Museum 1907–1910 och universitetsstipendiat i konsthistoria 1909–1910.
Thommessen inträdde 1910 i redaktionen och styrelsen för Tidens Tegn och blev dess chefredaktör 1917. Denna tidning intog under första världskriget en utpräglat ententevänlig, särskilt brittiskvänlig ståndpunkt. År 1917 utgav Thommessen Norges utenrikspolitik under verdenskrigen.
Thommessen var även starkt engagerad som politiker i Frisinnede Venstre och efter det misslyckade försöket att 1926 bilda en samlingsregering under Fridtjof Nansens ledning medverkade Thommessen på ett avgörande sätt till att upplösa det organisatoriska samarbetet mellan Frisinnede Venstre och Høyre. Från samma år kritiserade han i sin tidning starkt ministären Ivar Lykkes finanspolitik och ställde krav på en snabbare ekonomisk sanering än den regeringen tog sikte på. Høyre valde dock att stödja regeringen och på partiets landsmöte 18 juni 1927 antogs en "avsky"-resolution mot Thommessen och "Tidens Tegn" - ett, som det senare skulle visa sig, mycket oklokt steg. 
Vid valen i oktober samma år önskade Frisinnede Venstre i Akershus fylke Thommessen som sin kandidat på de samarbetande konservativa partiernas gemensamma valsedel; men då Høyre vägrade att acceptera honom, gick de Frisinnede i detta fylke till val på egen lista; och efter en med intensiv valkampanj lyckades Thommessen att säkra ett stortingsmandat för perioden 1928–1930.
I stortinget arbetade Thommessen, som medlem av universitets- och fackskolekommittén och av den stora budgetkommittén, ständigt för att hålla budgetarna nere, ett arbete, som, trots hans politiskt isolerade ställning, inte var resultatlöst.
Thommessen inlade sig som dåvarande ordförande i Norsk Luftseiladsforening avgörande förtjänster om Roald Amundsens två sista polarexpeditioner (1925 och 1926), som utan hans insats knappast skulle ha genomförts.
Thommessen väckte även stor uppmärksamhet med sitt inlägg i interpellationsdebatten 1928 om ministären Johan Ludwig Mowinckels vägran att utnämna Kristian Schjelderup till präst i Norska kyrkan, ett inlägg, i vilket han med kraft förespråkade en långtgående tolerans i andliga frågor. År 1930 tog han i en interpellation till orda mot regeringens förbigående av en av Samfundsvernets ledare, kapten David Thue, vid befordran till major.